# Андрюшкявичюс, Гинтарас
Гинтарас Андрюшкявичюс (лит. Gintaras Andriuškevičius; род. 6 июля 1975, Алитус) — литовский легкоатлет, специалист по спортивной ходьбе. Выступал на профессиональном уровне в 1995—2004 годах, победитель и призёр первенств национального значения, действующий рекордсмен Литвы в ходьбе на 30 000 метров и в двухчасовой ходьбе, участник летних Олимпийских игр в Афинах.

## Биография
Гинтарас Андрюшкявичюс родился 6 июля 1975 года в Алитусе, Литовская ССР.
Впервые заявил о себе на международном уровне в сезоне 1995 года, когда вошёл в состав литовской сборной и выступил на Кубке мира по спортивной ходьбе в Пекине, где на дистанции 20 км занял итоговое 73-е место.
В 1996 году на Кубке Европы по спортивной ходьбе в Ла-Корунье показал в той же дисциплине 32-й результат.
В 1997 году занял 58-е место на Кубке мира в Подебрадах, 11-е место на молодёжном европейском первенстве в Турку.
На Кубке Европы 1998 года в Дудинце пришёл к финишу 44-м.
В 1999 году занял 38-е место на Кубке мира в Мезидон-Канон.
В 2001 году на домашних соревнованиях в Алитусе установил ныне действующие национальные рекорды Литвы в ходьбе на 30 000 метров (2:12:03) и в двухчасовой ходьбе (27406 м). Помимо этого стартовал на Кубке Европы в Дудинце, выиграл бронзовую медаль на Играх франкофонов в Оттаве, закрыл двадцатку сильнейших на чемпионате мира в Эдмонтоне.
На чемпионате Европы 2002 года в Мюнхене в ходе прохождения дистанции был дисквалифицирован.
В 2003 году на Кубке Европы в Чебоксарах сошёл с дистанции.
В мае 2004 года занял 53-е место на Кубке мира в Наумбурге, тогда как на домашних соревнованиях в Бирштонасе установил свой личный рекорд в ходьбе на 20 км — 1:24:29. Выполнив олимпийский квалификационный норматив (1:24:30), удостоился права защищать честь страны на летних Олимпийских играх в Афинах — в дисциплине 20 км показал время 1:27:56, расположившись в итоговом протоколе соревнований на 28-й строке. По окончании сезона завершил спортивную карьеру.